# هپسکات
هپسکات (به انگلیسی: Hepscott) یک روستا و محله مدنی در بریتانیا است که در نورث‌آمبرلند واقع شده‌است. هپسکات ۱٬۰۶۹ نفر جمعیت دارد.